# František Drdla
František Drdla, född 28 november 1868 i Saar i Mähren i Österrike-Ungern (nuvarande Žďár nad Sázavou i Tjeckien), död 3 september 1944 i Bad Gastein i Nazityskland (i nuvarande Österrike), var en tjeckisk kompositör och violinist.
Drdla var en framstående konsertviolinist som turnerade i både Europa och USA. Hans kompositioner populariserades av violinister som Jan Kubelík, Mischa Elman och József Szigeti.